# Olivier de Laye
 Olivier Aymar de Laye,  mort en 1316, est un prélat français  du XIVe siècle, évêque de Gap.

## Biographie
Olivier de Laye, issu d'une famille noble, est chanoine de la métropole d'Embrun, doyen de l'église cathédrale de Gap, et seigneur de la terre de Laye. Il prend possession en 1315 du siège épiscopal de Gap. L'évêque préside la même année un synode diocésain dont les statuts prescrivent que le chapitre cathédral tient chaque année deux assemblées générales. 
Un des ancêtres du connétable de Lesdiguières a maille à partir avec ce prélat, auquel il est soumis pour sa terre de Lesdiguières. Il jette  Olivier par les fenêtres de son château patrimonial et Olivier meurt la même année.